# Crise política na República da Macedônia em 2015–2017
A crise política na República da Macedônia de 2015–2017 refere-se a uma grave crise política e institucional ocorrida na República da Macedônia.

## Antecedentes
O partido da oposição União Social-Democrata da Macedónia (SDSM) não reconheceu os resultados das eleições parlamentares e presidenciais que foram realizadas em 13 e 27 de abril de 2014, nas quais o partido governista VMRO-DPMNE saiu vitorioso. Imediatamente após as eleições, o líder da oposição afirmou que a SDSM não reconheceria o processo eleitoral e não entraria na Assembleia até que as condições para eleições justas sejam asseguradas e até que um "governo de tecnocratas" seja formado para organizar novas eleições parlamentares e presidenciais.

## Curso dos eventos

### Escândalo das escutas
A crise política teve inicio quando em 23 de janeiro foi realizada a operação policial "Puch" em que o ex-diretor do UBK Zoran Veruševski foi preso por suspeita de posse ilegal de armas e pornografia infantil. Mais tarde, Veruševski teria sua detenção prorrogada por suspeita de espionagem e atentado contra os mais altos órgãos do Estado. Além de Verushevski, sua esposa, que o ajudou na execução dos atos, bem como um funcionário local do município de Strumica, foram detidos na ação. O líder da oposição Zoran Zaev foi acusado de envolvimento nas atividades criminosas.
O primeiro-ministro Nikola Gruevski em uma conferência especial de imprensa em 31 de janeiro acusou o líder da oposição Zoran Zaev de tentativa de golpe. Além disso, o primeiro-ministro afirmou que Zaev o chantageou com materiais comprometedores que possuía, entre os quais incluíam grampos ilegais de conversas de altos funcionários do governo, para forçar o governo do primeiro-ministro a dissolver seu gabinete e convocar eleições antecipadas. Mais tarde, o Ministério do Interior apresentou acusações criminais para quatro pessoas, dentre elas Zaev.
O líder social-democrata Zoran Zaev, por sua vez, acusou Gruevski e o chefe da agência de segurança e contrainteligência (UBK) Sašo Mijalkov - que é primo de Gruevski - de orquestrarem uma operação ilegal de espionagem e vigilância governamental para monitorar as comunicações de milhares de pessoas e até membros de seu próprio gabinete. Zaev passaria a divulgar as gravações dessas escutas telefônicas que, segundo ele, foram cedidas por denunciantes dentro dos serviços de segurança. Assim, em 8 de fevereiro de 2015, Zaev, em uma conferência de imprensa da sede da União Social-Democrata da Macedónia, começou a publicar as chamadas "bombas". Nas próximas semanas seriam constantemente divulgadas novas escutas e Zaev, numa conferência de imprensa, acusou o governo de realizar escutas ilegais de mais de 20.000 cidadãos da Macedônia incluindo políticos, juízes, diplomatas estrangeiros, jornalistas e figuras públicas. Ao longo dos próximos meses, até Junho de 2015, seriam divulgadas dezenas de conversas suspeitas que evidenciam numerosos indícios politização das instituições, fraude eleitoral, repressão brutal aos adversários, prisões negociadas, comissões e extorsão, gastos desnecessários no orçamento, etc. Gruevski, todavia, rechaçou as acusações e afirmou que as gravações foram forjadas com a ajuda de um serviço de inteligência estrangeiro não identificado numa tentativa de desestabilizar o país. Após a publicação da chamada "bomba" que acusou a ministra do Interior Gordana Jankuloska de tentar encobrir o assassinato de Martin Neskoski, em 5 de maio de 2015 iniciaram-se protestos em massa contra o governo.
Depois dos confrontos em Kumanovo, em 9 e 10 de maio, a Ministra do Interior Gordana Jankuloska, o Ministro dos Transportes Mile Janakieski e o chefe dos serviços de segurança Sašo Mijalkov apresentaram as suas demissões.

### Protestos de 2015
Durante a crise política, o partido oposicionista União Social-Democrata da Macedónia organizou protestos diários contra o governo da Macedônia em frente à sede do governo em Skopje. Esses protestos foram seguidos pela organização de um comício em massa em 17 de maio, enquanto o partido governista VMRO-DPMNE como resposta organizou os chamados "contraprotestos" e manifestações em massa no dia seguinte, em 18 de maio.

### Negociações
Temendo a violência e um longo impasse, posteriormente, iniciaram-se negociações entre os partidos políticos macedônios com a mediação da comunidade internacional, dos Estados Unidos e da União Europeia. Durante o mês de maio, foram realizadas duas reuniões entre as lideranças sem sucesso. Em 19 de maio, Gruevski e Zaev se encontraram para conversações, com vários membros do Parlamento Europeu em Estrasburgo. As negociações duraram doze horas, mas terminaram sem sucesso.
Em 11 de junho de 2015, nas instalações da Comissão Europeia em Bruxelas foram realizadas negociações também infrutíferas sobre a crise política no país entre o comissário Johannes Hahn, embaixadores da UE e dos Estados Unidos em Skopje, além das lideranças dos partidos macedônios.
A primeira etapa da crise política terminou com a assinatura do Acordo de Pržino em 15 de junho de 2015. Sob o acordo, foram programadas eleições parlamentares antecipadas a serem realizadas em 24 de abril. Ademais, foi acordada a participação do partido oposicionista União Social-Democrata da Macedónia em cargos ministeriais e, em troca, a oposição concordaria em acabar com o boicote ao Parlamento, retornando à assembleia. Igualmente, o acordo previa a renúncia de Nikola Gruevski como primeiro-ministro, cem dias antes das eleições, e o novo primeiro-ministro a ser indicado pelo partido governista VMRO-DPMNE. Sob o acordo, o novo governo terá um mandato até a eleição. Além disso, um "promotor especial", com total autonomia, deve começar a investigar as escutas telefônicas.
Após a formação do chamado Ministério Público Especial iniciou-se uma investigação sobre o escândalo das escutas telefônicas. Uma comissão especial de inquérito foi formada no Parlamento da Macedônia. De acordo com as propostas dos partidos políticos deveriam testemunhar perante esta comissão o primeiro-ministro, o Ministro das Finanças Zoran Stavreski, a Ministra do Interior Gordana Jankulovska, o líder da oposição Zoran Zaev, e os réus na operação Puch Verushevski e Palifrov.

### Renúncia de Gruevski e novos protestos em 2016
Em meados de Janeiro de 2016, seria realizada uma reunião entre os líderes políticos macedônios, através do comissário europeu Johannes Hahn. Um acordo para realizar eleições antecipadas foi alcançado após o SDSM questionar o fato de certos pontos do Acordo de Pržino não serem cumpridos, como uma revisão completa da lista eleitoral e uma reforma da mídia para reduzir a influência governamental.
Em 18 de janeiro de 2016, Gruevski, como parte do acordo, renunciou ao cargo de primeiro-ministro da Macedônia, permitindo que um novo governo fosse formado e a assembleia foi dissolvida. Emil Dimitriev, um aliado de Gruevski, seria nomeado como primeiro-ministro interino até a eleição.
Em 12 de abril de 2016, o presidente da Macedônia, Gjorge Ivanov, decidiu interromper as investigações judiciais e anistiar os 56 funcionários suspeitos de envolvimento no escândalo de escutas telefônicas. Ivanov afirmou tê-lo feito no melhor interesse do país e para acabar com a crise política. O líder da oposição, Zoran Zaev, convocou posteriormente o apoio a protestos contra o governo. Uma manifestação ocorreu em Skopje em 13 de abril, com os escritórios presidenciais sendo atacados por desordeiros e várias pessoas detidas.